# Parlament Francji

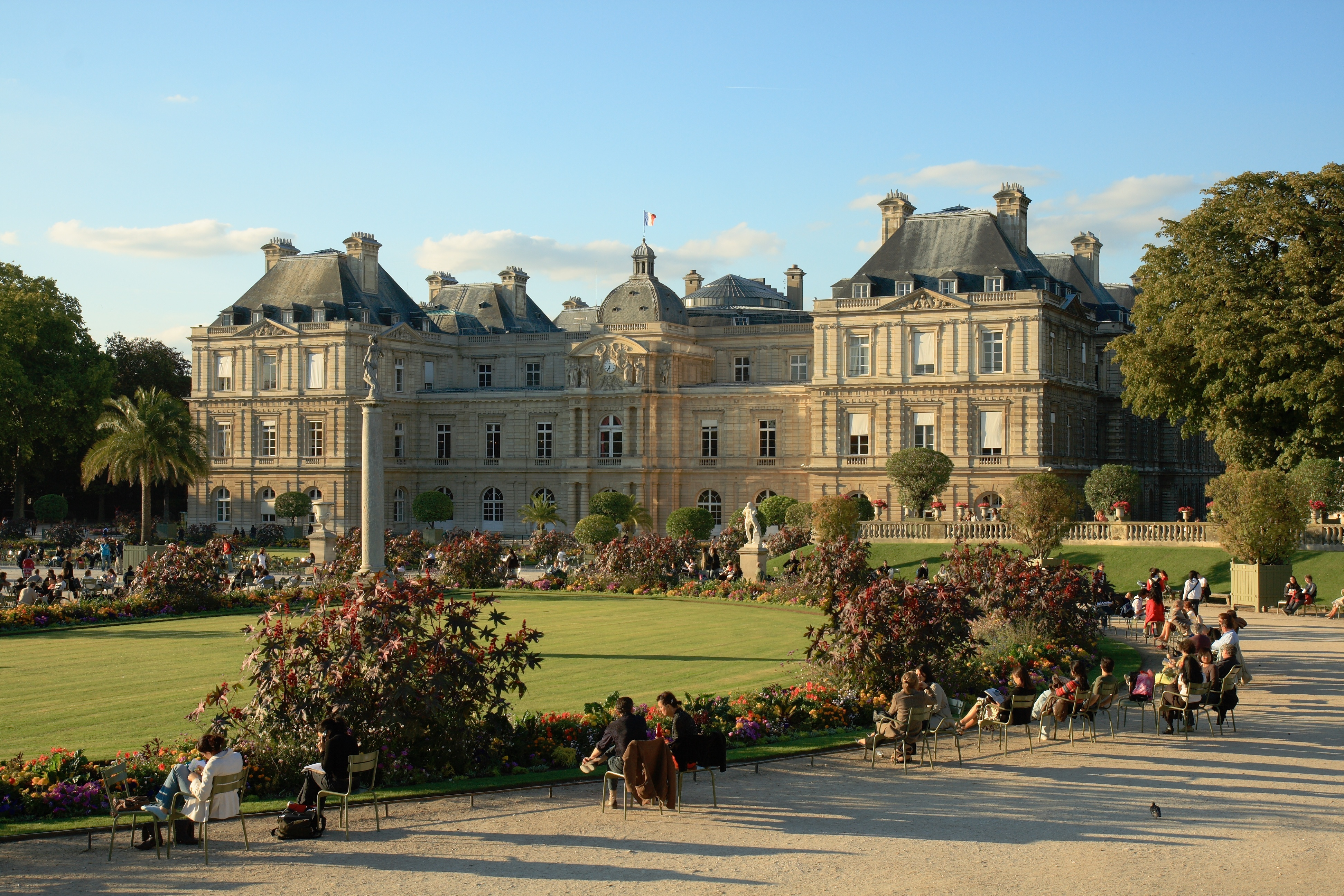
Pałac Luksemburski w Paryżu, siedziba Senatu

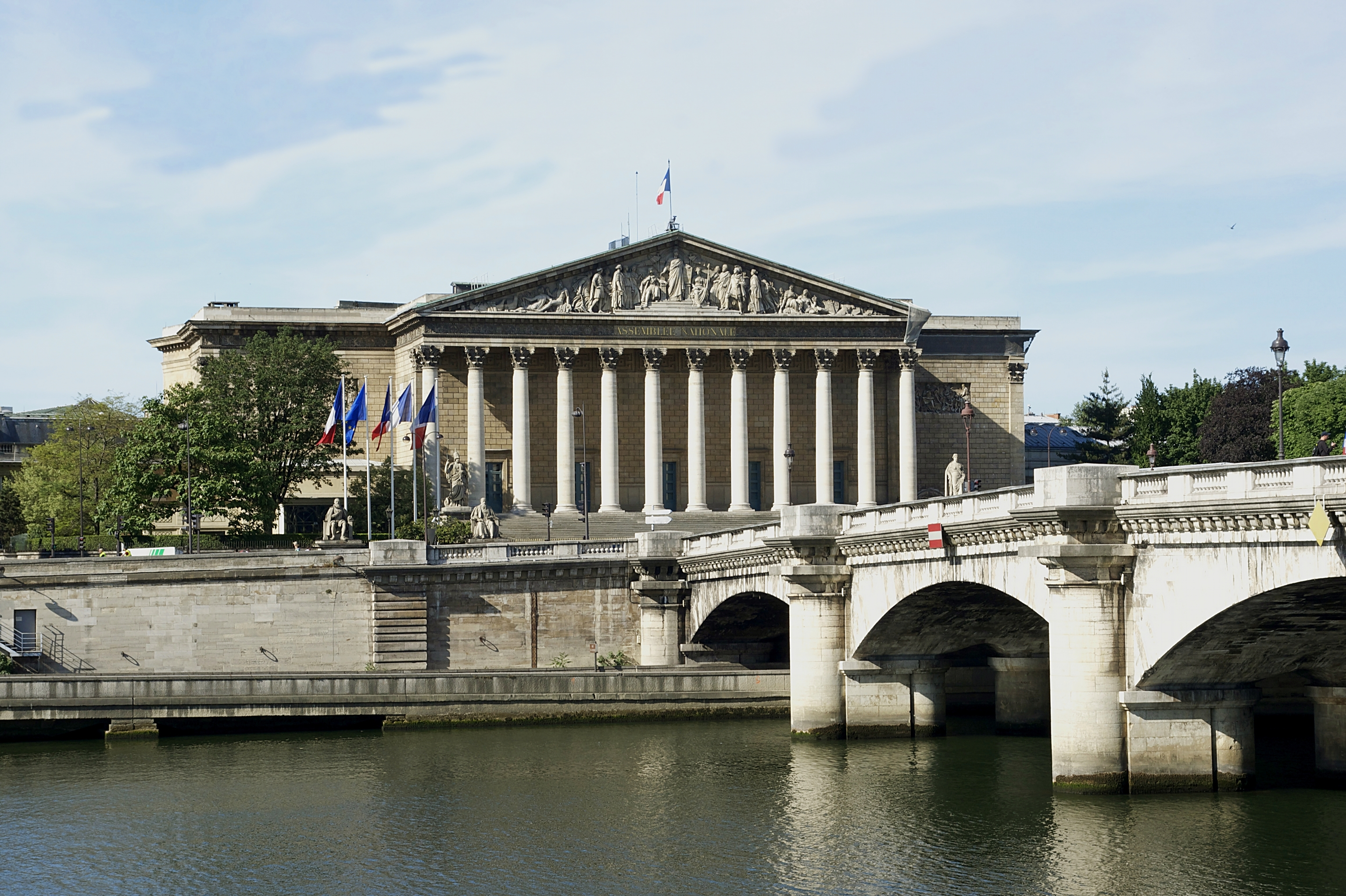
Pałac Burbonów w Paryżu, siedziba Zgromadzenia Narodowego

Parlament Francji – organ francuskiej władzy ustawodawczej.
Obecny system parlamentarny jest bikameralny i dzieli się na:
- Izbę wyższą (Chambre haute) - Senat Francji posiadający 348 miejsc
- Izbę niższą (Chambre basse) - Zgromadzenie Narodowe posiadające 577 miejsc.

## Organizacja władzy
Obie izby parlamentu urzędują w osobnych siedzibach, którymi są:
- Pałac Luksemburski jako miejsce urzędowania Senatu
- Pałac Burbonów jako miejsce spotkań Zgromadzenia Narodowego.

Kongres Parlamentu Francuskiego to wspólne posiedzenie Zgromadzenia Narodowego i Senatu, zwoływane w Pałacu Wersalskim.
Każda izba parlamentu ma swoje reguły oraz zasady którymi poddawani są jej członkowie.
Parlament spotyka się w trakcie jednej 9 miesięcznej sesji w trakcie roku. W razie nagłej sprawy, Prezydent może podjąć decyzję o zwołaniu specjalnej sesji parlamentu. Władza parlamentarna została osłabiona w trakcie istnienia Czwartej Republiki. Zgromadzenie Narodowe może przyjąć wotum nieufności dla rządu jeśli rząd nie uzyska absolutnej większości głosów. W rezultacie rząd (Premier oraz ministrowie) muszą zdobyć większość głosów ze strony ugrupowania, które reprezentują, a zarazem powinno posiadać wystarczającą liczbę głosów aby przyjąć wotum zaufania. Okres rządzenia rządu i prezydenta pochodzących z przeciwnych obozów politycznych nazywa się koabitacją.
Członkowie parlamentu posiadają immunitet poselski. Obie izby parlamentu posiadają swoje komisje które zajmują się sprawami pozostających w kompetencjach danej izby. Jeśli jest to konieczne w celu zbadań pewnych spraw związanym z życiem izby może powstać komisja śledcza, która może uchylić immunitet.
W 2011 roku liczba senatorów została zwiększona z 321 do 348.

## Historia
| Data      | Konstytucja                       | Izba wyższa    | Izba niższa           | Inne izby     | Izba Reuniów          | Pojedyncza izba                                      |
| --------- | --------------------------------- | -------------- | --------------------- | ------------- | --------------------- | ---------------------------------------------------- |
| 1791      | Konstytucja Francji z roku 1791   |                |                       |               |                       | Zgromadzenie Narodowe w czasie Rewolucji Francuskiej |
| 1793      | Konstytucja Francji z roku 1793   |                |                       |               |                       | Korpus Legislacyjny                                  |
| 1795-1799 | Konstytucja Francji z roku 1795   | Rada Starszych | Rada Pięciuset        |               |                       |                                                      |
| 1799-1802 | Konstytucja roku VIII             | Senat          | Korpus Legislacyjny   | Trybun ludowy |                       |                                                      |
| 1802-1804 | Konstytucja roku X                | Senat          | Korpus Legislacyjny   | Trybun ludowy |                       |                                                      |
| 1804-1814 | Konstytucja roku XII              | Senat          | Korpus Legislacyjny   |               |                       |                                                      |
| 1814-1815 | Karta Konstytucyjna Ludwika XVIII | Par Francji    | Izba Deputowanych     |               |                       |                                                      |
| 1815      | Konstytucja Francji z roku 1815   | Par Francji    | Izba Reprezentantów   |               |                       |                                                      |
| 1830-1848 | Konstytucja Francji z roku 1830   | Par Francji    | Izba Deputowanych     |               |                       |                                                      |
| 1848-1852 | Konstytucja Francji z roku 1848   |                |                       |               |                       | Zgromadzenie Narodowe                                |
| 1852-1870 | Konstytucja Francji z roku 1852   | Senat          | Korpus Legislacyjny   |               |                       |                                                      |
| 1871-1875 |                                   |                |                       |               |                       | Zgromadzenie Narodowe                                |
| 1875-1940 | Konstytucja Francji z roku 1875   | Senat          | Izba Deputowanych     |               | Zgromadzenie Narodowe |                                                      |
| 1940-1944 | Konstytucja Francji z roku 1940   |                |                       |               |                       |                                                      |
| 1944-1946 |                                   |                |                       |               |                       | Zgromadzenie Narodowe                                |
| 1946-1958 | Konstytucja Francji z roku 1946   | Rada Republiki | Zgromadzenie Narodowe |               | Parlament             |                                                      |
| od 1958   | Konstytucja Francji z roku 1958   | Senat          | Zgromadzenie Narodowe |               | Kongres               |                                                      |